# Hercostomus dichromopyga
Hercostomus dichromopyga är en tvåvingeart som beskrevs av Stackelberg 1934. Hercostomus dichromopyga ingår i släktet Hercostomus och familjen styltflugor. Inga underarter finns listade i Catalogue of Life.